# Brežany
Brežany es un municipio del distrito de Prešov en la región de Prešov, Eslovaquia, con una población estimada a final del año 2024 de 213 habitantes.
Se encuentra ubicado en el centro-sur de la región, en el valle del río Torysa (cuenca hidrográfica del río Tisza) y cerca de la frontera con la región de Košice.

## Demografía
| Año        | 1994 | 2004     | 2014    | 2024     |
| ---------- | ---- | -------- | ------- | -------- |
| Población  | 169  | 149      | 154     | 213      |
| Diferencia |      | −11,83 % | +3,35 % | +38,31 % |

| Año        | 2023 | 2024    |
| ---------- | ---- | ------- |
| Población  | 209  | 213     |
| Diferencia |      | +1,91 % |